# Hvide Sande Skibs- & Bådebyggeri
Hvide Sande Shipyard, också benämnt Hvide Sande Shipyard, Steel & Service, är ett danskt skeppsvarv i Hvide Sande på Jylland.
Varvet grundades som ett familjeägt reparationsvarv i Hvide Sande 1950. Det arbetade till en början med reparation och nybyggnation av fiskebåtar i trä, men har senare vidgat produktionen till att också omfatta andra fartyg som färjor, passagerarbåtar och olika slags arbetsfartyg.

## Byggda fartyg i urval[2]
- Restaurangfartyget, fregatten Sct. Georg III till Tivoli i Köpenhamn, varvsnummer 67, 1993
- Passagerarfartyget Mågen till Hjejleselskabet, 1996
- Restaurangfartyget, fregatten Sct. Georg till Tivoli i Köpenhamn, varvsnummer 77, 1997
- Passagerarfartyget M/S Hakefjord, varvsnummer 84, 1998
- Arbetsfartyget Fyrbjörn, varvsnummer 109, 2006
- Skolfartyget Athene i Thisted, varvsnummer 112, 2008[3]
- Färjan M/S Uraniborg, varvsnummer 124, 2012
- Forskningsfartyget R/V Aurora för Århus universitet, varvsnummer 130, 2014
- Elfärjan Grotte för Molslinjen för rutten Esbjerg–Fanø, varvsnummer 145, 2021
- Fiskerikontrollfartyget Norsøen, varvsnummer 147, 2022

### Framtida fartyg
- Elfärja för Tjörns Hamnar AB, varvsnumer 159.[4]
- Elfärja för Torghatten Nord, plats för 30 bilar och 149 passagerare.[5]
- Fiskebåt för kanadensiska Clearwater Seafoods.[6]

## Bilder

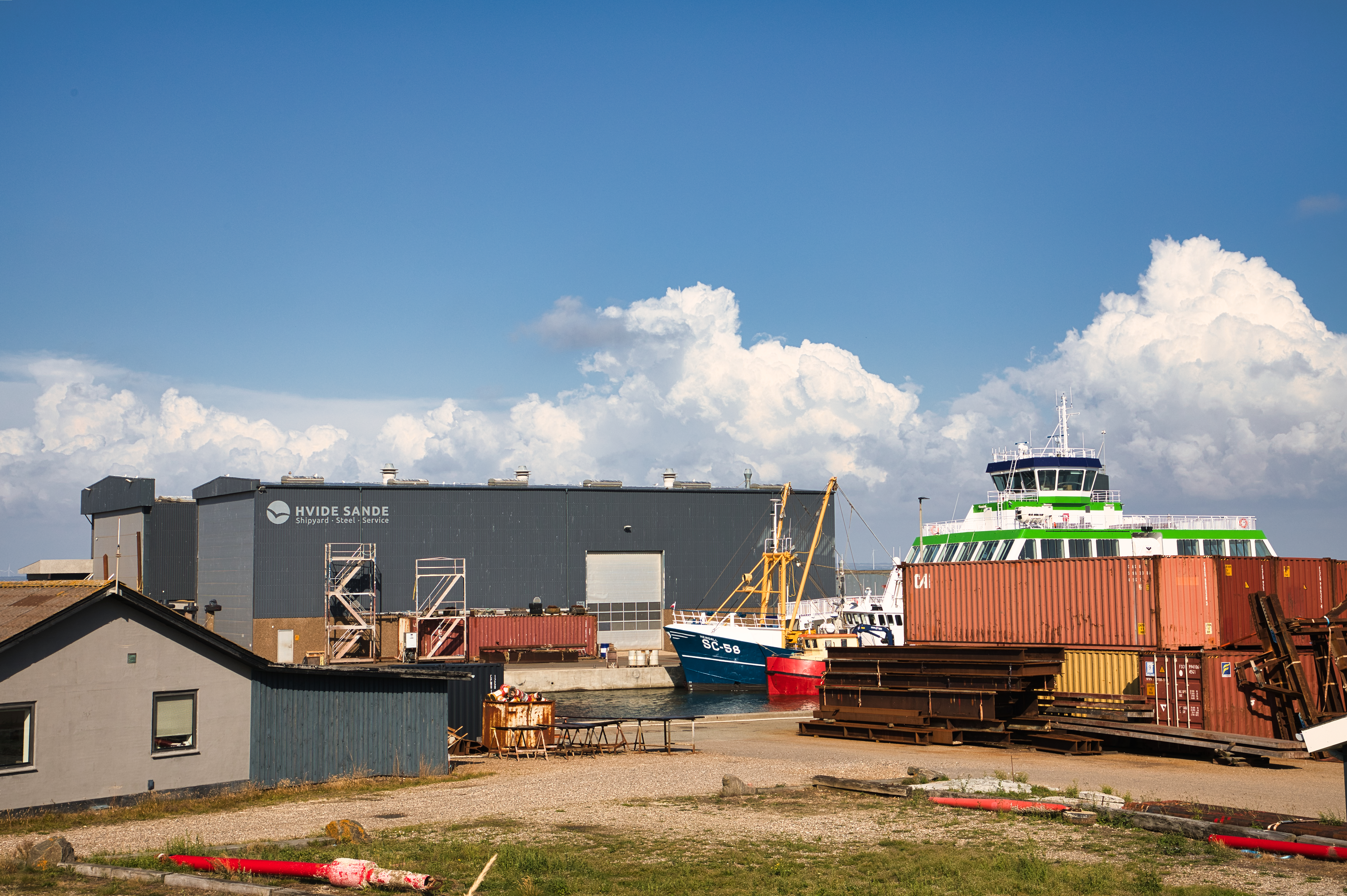
Varvsområdet 2021 med färjan Grotte under byggnation
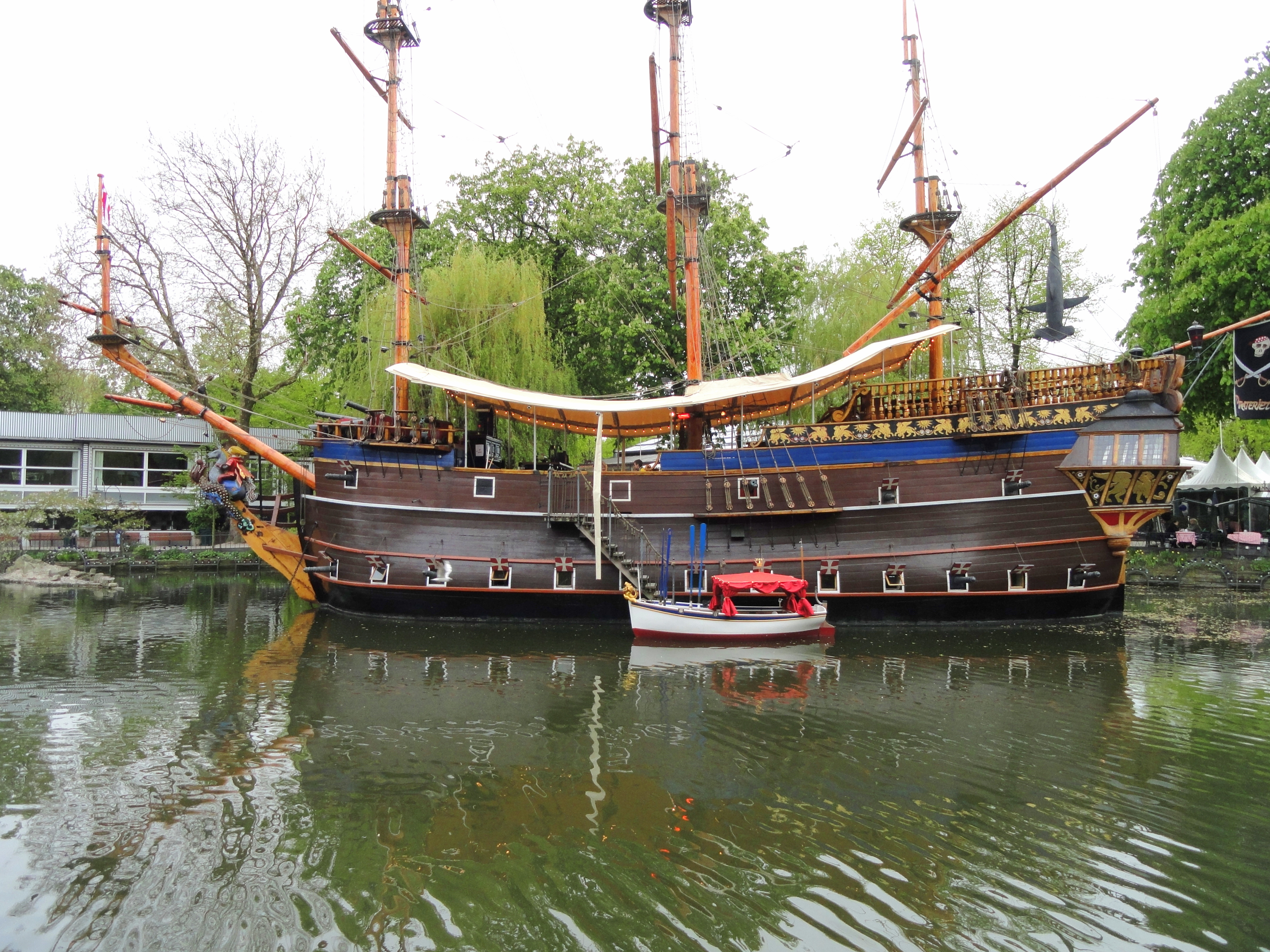
Fregatten Sct. Georg III
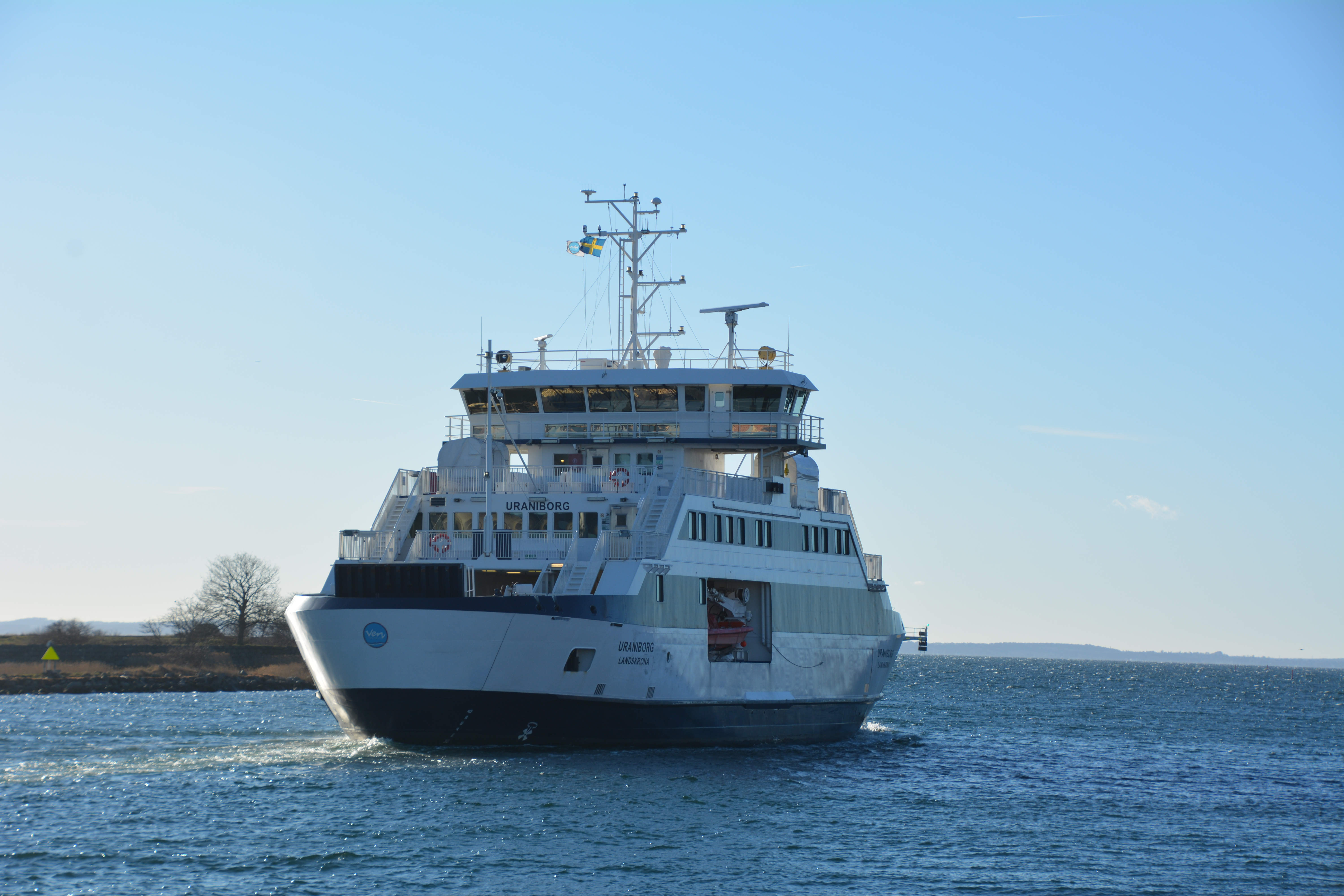
M/S Uraniborg
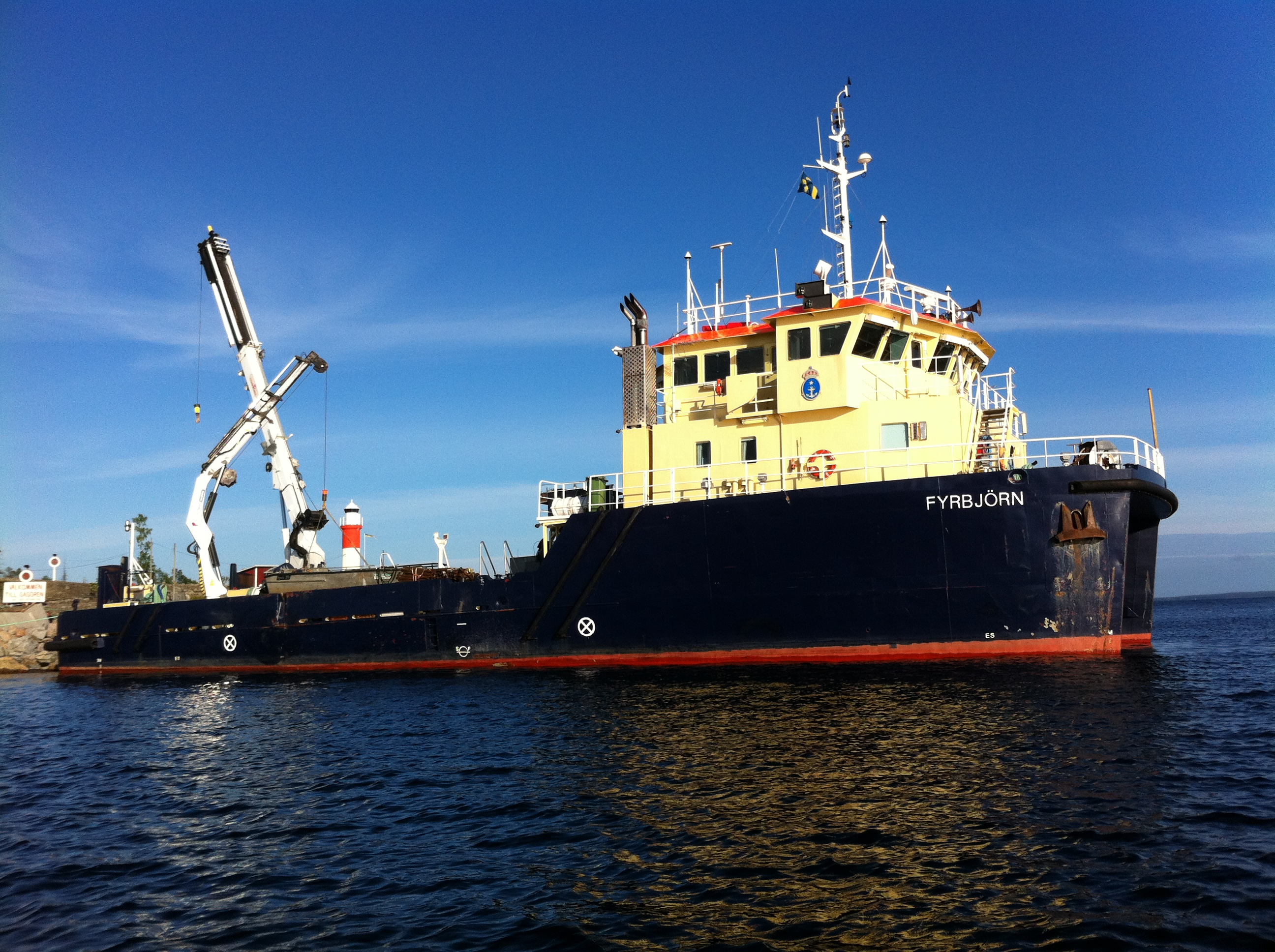
M/S Fyrbjörn
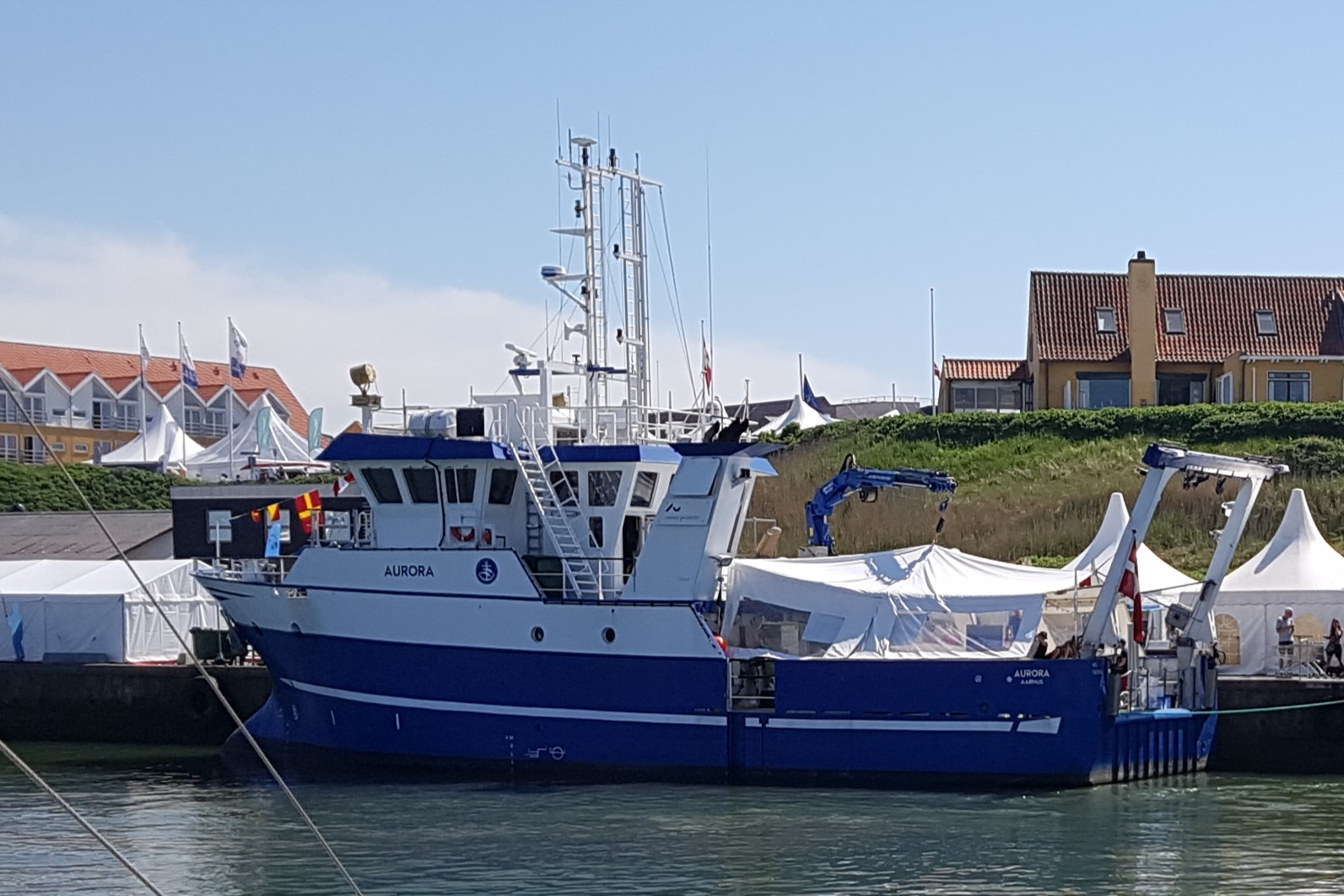
R/V Aurora